# Castilsabás
Castilsabás es una localidad española del municipio de Loporzano, perteneciente a la provincia de Huesca, en la comunidad autónoma de Aragón. Cuenta con una población de 16 habitantes (INE 2017).

## Geografía
Está ubicada en la comarca de la Hoya de Huesca, en el declive occidental de un cerro. Su distancia a Huesca es de unos 12 km.

## Historia
En marzo de 1099 el rey Pedro I de Aragón dio al monasterio de Montearagón la iglesia de "Castellosavals".
Hacia mediados del siglo XIX, el lugar, por entonces con ayuntamiento propio, tenía contabilizada una población de 284 habitantes. La localidad aparece descrita en el sexto volumen del Diccionario geográfico-estadístico-histórico de España y sus posesiones de Ultramar de Pascual Madoz de la siguiente manera:

CASTILSABA: l. con ayunt. de la prov., part. jud., adm. de rent. y dióc. de Huesca (2 leg.), aud. terr. y c. g. de Zaragoza: sit. en el declive occidental de un cerro, aislado y azotado principalmente por los vientos de este cuadrante, goza de clima saludable, si bien propenso en otoño y primavera á diarreas y en invierno á afecciones de pecho. Tiene 15 casas esparramadas, sin formacion de calles: á un espacio de 236 palmos de largo y 28 de ancho llaman plaza y aqui se encuentra la casa municipal: hay una escuela de instruccion primaria frecuentada por 24 alumnos; el maestro que á este caracter reune el de secretario de ayunt., sacristan y campanero, disfruta por todos estos conceptos 3 cahices de trigo, 3 nietros de vino, y 240 rs. en metálico al año; una igl. parr. (San Antonio Abad), servida por un vicario, cuya vacante provee el rector de Sta. Olaria. En los afueras se encuentra el cementerio en parage ventilado, una ermita dedicada á la Virgen del Viñedo, junto á la cual hay una casita que ocupa la municipalidad en los dias de funcion, y muchas fuentes públicas bastante abundantes y de buenas aguas; entre estas la titulada del Boj, distante del pueblo 1/4 leg. O., es tenida por los facultativos por mineral y como una de las preciosidades que ignoradas casi de todos encierra el suelo español; como no se ha hecho el analisis químico de sus aguas, se ignoran sus propiedades, pero se conoce á primera vista que es diurética, y con su uso se ha visto desaparecer un vicio sificlitico arraigado que habia resistido á todos los recursos de la ciencia de curar. Confina el térm. N. y E. Sta. Olaria; S. Ayera y O. Sasa y Barluengo: en él se encuentra una casa titulada fábrica de aguardiente; le bañan 2 arroyos que corren á corta dist. del pueblo el uno por el E. llamado barranco de la Fuente ó Guardovil y el otro por el O. denominado Petracanera, ambos interrumpen su curso en el sitio y se juntan á bastante dist. de la jurisd., y de ninguno de los dos se hace uso. El terreno es flojo, pedregoso, de arcilla, secano y árido, se cultivan 10 fan. de primera calidad , 256 de segunda y 552 de tercera; hay ademas un soto de particulares con 2,000 árboles de la clase de sauces, robles y albares. Los caminos son locales y de herradura y conducen á Barluenga, Sipan, Loporzano y Sta. Olaria. prod.: cereales, vino y aceite; caza de perdices y conejos, alguna zorra y gatos monteses; en el barranco de Sta. Cova y Ripero, se advierte un minero de cobre, sin esplotar; entre las piedras descompuestas por la accion de la atmósfera, se ve alguna pepita de pequeño tamaño. ind.: un molino de aceite junto á la ermita de la Virgen del Viñedo, un alpargatero, un tejedor y un carpintero. pobl.: 11 vec. de catastro, 284 alm. contr.: 3,507 rs. 13 mrs. Este pueblo fué ald. de Sta. Olaria hasta el año 1827 en que se le dio jurisd. propia. En la guerra de 6 años con la Francia, hubo una accion entre las tropas invasoras y un batallon del general Perena.
(Madoz, 1847, pp. 172-173)

## Demografía
| Gráfica de evolución demográfica de Castilsabás entre 1842 y 1960 |
| |
| Población de derecho según los censos de población del INE Población de hecho según los censos de población del INEEntre el censo de 1857 y el anterior, crece el término del municipio porque incorpora a Ayera Entre el censo de 1970 y el anterior, este municipio desaparece porque se integra en el municipio Loporzano |

| 1970 | 2000 | 2002 | 2004 | 2007 | 2010 | 2012 | 2014 |
| ---- | ---- | ---- | ---- | ---- | ---- | ---- | ---- |
| 13   | 10   | 10   | 10   | 14   | 14   | 22   | 22   |

## Patrimonio

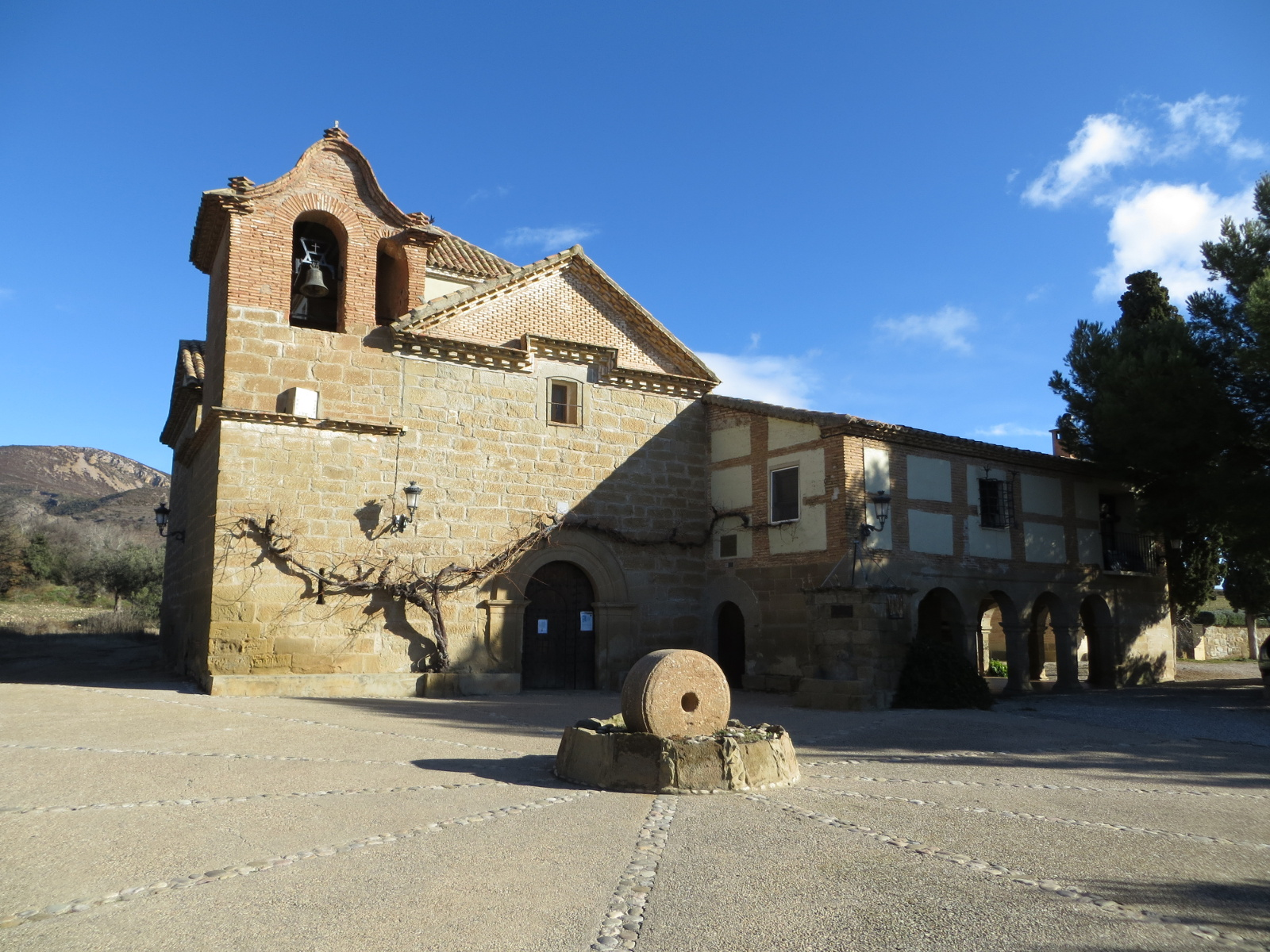
Ermita de la Virgen del Viñedo

- Parroquia dedicada a San Antonio Abad.[2]
- Ermita de la Virgen del Viñedo.[2]

## Personas notables
- José Cabrero Arnal, historietista creador de Pif y Hércules entre otras obras.